# Saprinus cupreus
Saprinus cupreus es una especie de escarabajo del género Saprinus, familia Histeridae. Fue descrita científicamente por Erichson en 1834.
Se distribuye por África tropical, incluidos Madagascar, el archipiélago de Cabo Verde y el territorio británico de Santa Elena, a lo largo de la península arábiga hacia el este hasta India, Birmania y Vietnam. Está introducido y muy extendido en Australia, ausente de Tasmania.